# Club Italiano
El Club Italiano es una institución deportiva, cultural y social ubicada en el barrio de Caballito, Buenos Aires. 

## Historia
La institución fue fundada el 29 de diciembre de 1898 por un grupo de italianos nativos y descendientes para difundir el uso creativo y deportivo de la bicicleta. Por este motivo, su primer nombre fue "Club Ciclístico Italiano", que 14 años después y por la incorporación de otros deportes, fue cambiado por el más genérico que tiene actualmente.
Se alquila entonces en 1900 y por diez años, las instalaciones del Recreo Belvedere ubicadas en el barrio de la Recoleta sobre la Av. Alvear (actual Av. del Libertador). Este predio fue adquirido en 1909 por la Municipalidad de la Ciudad de Bs. As., que luego fue concediendo sucesivas prórrogas ante el inevitable desalojo. Se analizaron afanosamente muchas alternativas para lograr un nuevo asentamiento y finalmente en 1910 se alquiló una quinta de frutas y verduras en el barrio de Caballito. Ese mismo año comenzaron y terminaron las construcciones y el Club se trasladó a Avenida Rivadavia 4731, frente a Plaza Lezica (posteriormente conocida como Parque Rivadavia). En 1922 la institución compró en firme la propiedad alquilada.
La posterior adquisición de algunas propiedades linderas facilitó una primera ampliación, terminada en poco tiempo e inaugurada el último día de 1926. Después y sucesivamente se construiría la pileta climatizada de natación, la cancha e instalaciones de pelota a paleta, el gimnasio, la sala de esgrima y la de pesas y complementos, dos canchas simples de bowling y cuatro más después automatizadas.
A partir de 1980 y mediante tres sucesivas compras a la Municipalidad de la Cdad. de Bs. As. el club adquirió 17 hectáreas en el Parque Almirante Brown. En estos terrenos erigió sus campos deportivos con pileta olímpica de natación, gran cantidad de canchas para diversos deportes, vestuarios, restaurantes y confiterías, playas de estacionamiento, instalaciones operativas y zonas de parquización forestada, todo lo cual de inmediato fue y sigue siendo utilizado por los socios de la entidad.

## Presente
En la actualidad el club cuenta con una amplia gama de disciplinas deportivas muchas de las cuales son federativas, lo que permite competir contra otras instituciones y rankear a nivel metropolitano con posibilidades de clasificaciones a instancias nacionales. Entre otras destacan: artes marciales, básquet, fútbol, gimnasia artística, hockey, judo, natación, pesas, pelota paleta, rugby, tenis, voley, yoga, etc. 
En lo social se dispone de actividades tales como: Gimnasio de Musculación y salones para actividades fitness,  billares, colonia de vacaciones, juegos para niños, solárium, salón de fiestas, sauna, etc. 
Cuenta con alrededor de 5.000 socios activos.